# 詹姆斯維爾 (北卡羅萊納州)
詹姆斯維爾（英語：Jamesville）是一個位於美國北卡羅萊納州馬丁縣的城鎮。

## 人口
根據2020年美國人口普查的數據，詹姆斯維爾的面積為3.77平方千米，皆為陸地。當地共有人口424人，而人口密度為每平方千米112人。